# Vieux-Moulin, Oise

Vieux-Moulin este o comună în departamentul Oise, Franța. În 1 ianuarie 2022 avea o populație de 600 de locuitori.